# Giardini Moreno
I giardini Moreno erano situati nel comune di Bordighera, in provincia di Imperia. Descritti dai numerosi turisti dell'Ottocento, non esistono più. Solo una piccola porzione sopravvive negli attuali giardini Monet, che si trovano in via Domenico Tumiati, e in alcune proprietà private (villa Schiva, villa Palmizi, villa Mariani, ecc).

## Storia

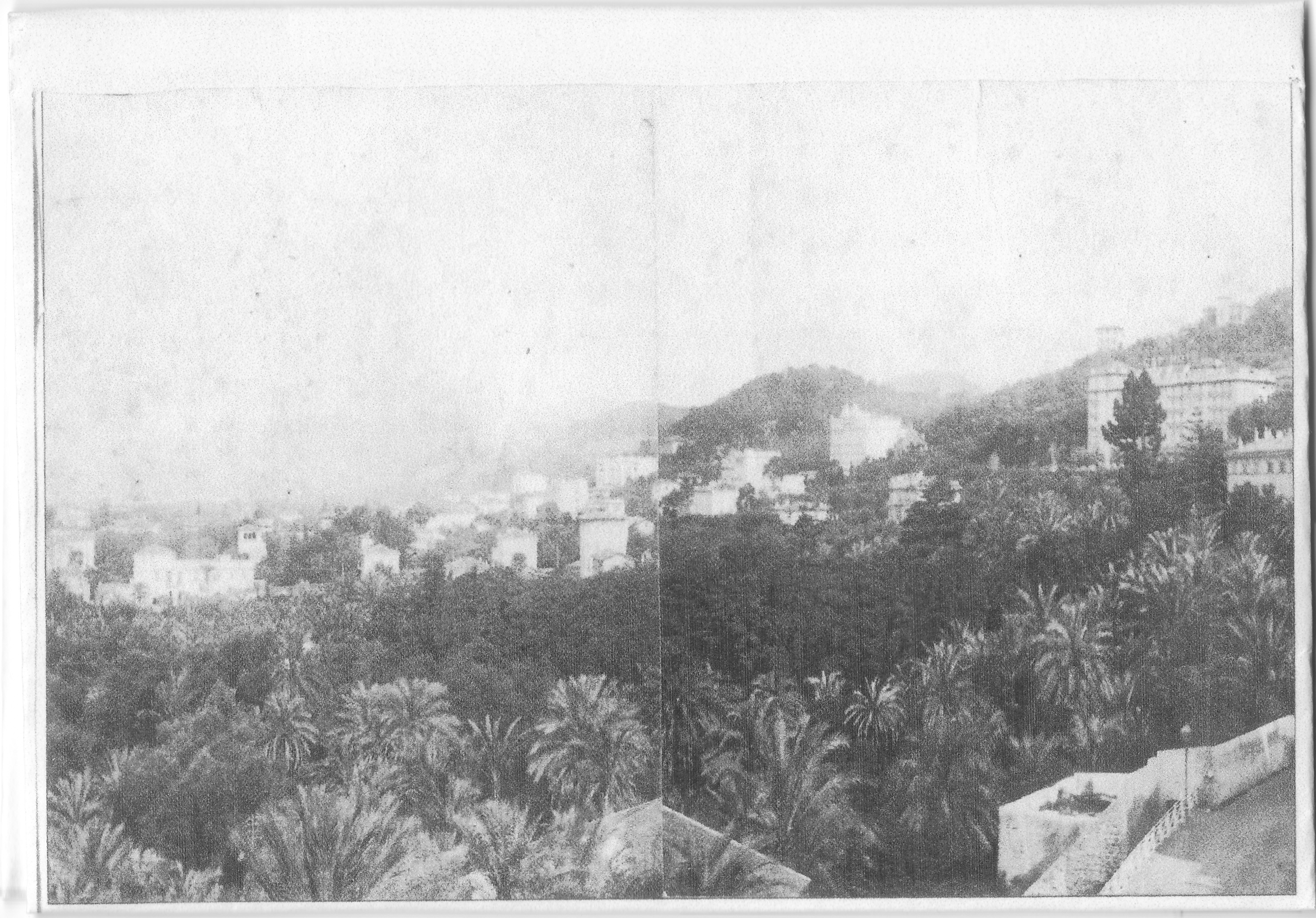
Una foto antica ritraente i giardini Moreno

Il giardino Moreno, citato più volte dall'architetto Charles Garnier, dal pittore Claude Monet e da molti altri visitatori della città, era molto grande e ricco di varietà botaniche. Il giardino partiva quasi dalla via Aurelia, saliva verso la villa Moreno e giungeva vicino alla via dei Colli. Era talmente impressionante che numerosi turisti chiedevano di visitarlo. L'Italia Geografica Illustrata pubblicata nel 1881, diceva ”… il giardino Moreno è non solo il punto più bello e più delizioso del Mediterraneo, ma anche uno dei più splendidi e celebri giardini d'Europa”. La superficie del parco era impressionante, si giungeva a ben 80 ettari di verde, come termine di paragone si possono considerare gli attuali Giardini Vaticani che misurano 23 ettari.
Il signor Francesco Moreno, console di Francia a Bordighera, era un facoltoso commerciante d'olio. Lui e suo padre Vincenzo fecero costruire la villa che portava il loro nome ed arricchirono il giardino di tutte le varietà esotiche che riuscirono ad importare. Il giardino oltre alle piante autoctone come limoni, mandarini, aranci, ulivi ecc., fu arricchito di Pinus canariensis, Salisburia adiantifolia (Ginkgo biloba), Araucaria excelsa, Latania borbonica, agavi, aloe, yucca ed una Coripha australis, sinonimo di Livistona chinensis.
Sfortunatamente alla morte di Francesco Moreno, avvenuta nel 1884, la moglie si trasferì in Francia per ricongiungersi alle tre figlie che a seguito dei matrimoni si erano trasferite a Marsiglia. La villa, coi suoi giardini, fu ceduta al comune. L'ampio giardino fu lottizzato e venduto.  Il comune fece prolungare la via Romana, nonostante l'opposizione di numerose personalità fra cui Ludwig Winter, e questo ebbe come conseguenza il frazionamento del prestigioso giardino. Attualmente resta solo una minuscola porzione ancora visibile al pubblico, si tratta degli attuali giardini Monet in via Domenico Tumiati. In questa area verde si può ancora ammirare un gigantesco esemplare di Cocculus Lurifolius. Un'altra piccola parte del giardino originale è stata inglobata da due proprietà: villa Palmizi (via Romana 15), che conserva il nucleo originario della villa Moreno, e villa Schiva (via Romana 18) dove si può ancora oggi ammirare il Pinus canariensis più alto d'Europa. L'albero, che fu piantato nel 1830 è alto circa 36 metri. Questo magnifico monumento vegetale è ancora visibile dalla strada. L'albero è stato censito dal Corpo Forestale dello Stato. Notevoli sono anche il Ginko biloba e la Jubaea spectabilis anche detta Jubaea chilensis, una palma a crescita lenta.
Altre parti del giardino Moreno si trovano nelle ville costruite lungo le pendici della collina. Villa Mariani conserva una porzione intatta dell'antico giardino Moreno, visitando la villa si può ancora ammirare lo stesso ulivo dipinto da Claude Monet, Studio di ulivi, e si può ammirare lo stesso scorcio dipinto nel quadro intitolato Vista di Ventimiglia.
Il patrimonio arboreo di Bordighera era veramente eccezionale, nel 1869 Gerolamo Molinari nel suo libretto Cenni storici sulla Bordighera, suo territorio e clima stima a più di 100.000 piante fra ulivi, agrumi e palme. Sempre il Molinari afferma che solo di piante di limoni e aranci si giungeva a circa 36.000 elementi senza contare gli altri agrumi. È facile capire perché le palme che ornano la famosa Promenade des Anglais di Nizza, e di altre passeggiate della costa francese, provengono da Bordighera.
I resti dei giardini Moreno e villa Palmizi fanno parte degli immobili tutelati dalla Soprintendenza per i Beni Architettonici e Paesaggistici della Liguria.

## Curiosità
Durante il suo soggiorno a Bordighera, il pittore Claude Monet chiese al suo amico Durand-Ruel d'intercedere per lui, in modo da ottenergli il permesso di visitare i giardini Moreno. Scrive Monet: “Qui risiede un certo Sig. Moreno, che possiede una proprietà meravigliosa, ma non è possibile visitarla senza una raccomandazione. Ti sarei veramente obbligato se riuscissi ad ottenermi il permesso di visita”. Monet ottenne il permesso e dipinse numerosi quadri ora appartenenti a collezioni private e musei. Molto noti sono: Bois d'oliviers au jardin Moreno (1884), Jardins de la villa Moreno (1884), Jardins Moreno à Bordighera (1884).

## Galleria d'immagini

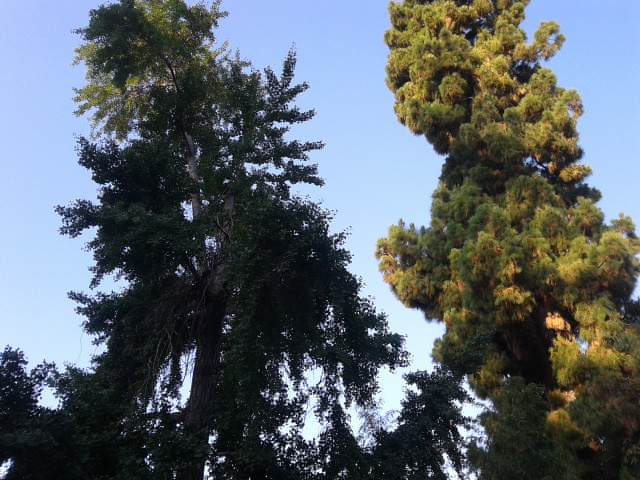
Ginko Bilboa e Pinus Canariensis
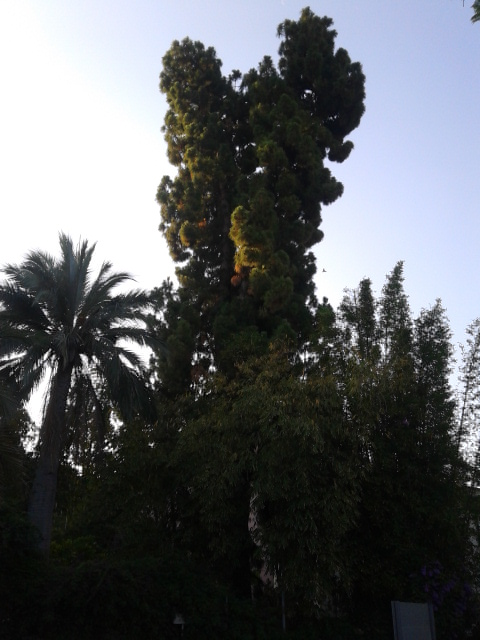
Pinus Canariensis più alto d'Europa
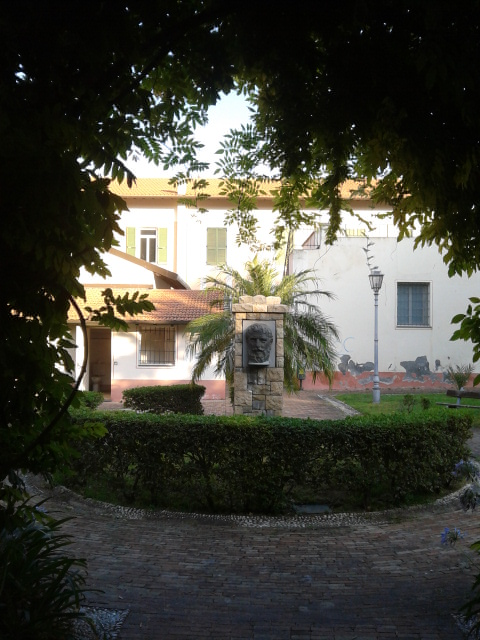
Busto Monet, visuale
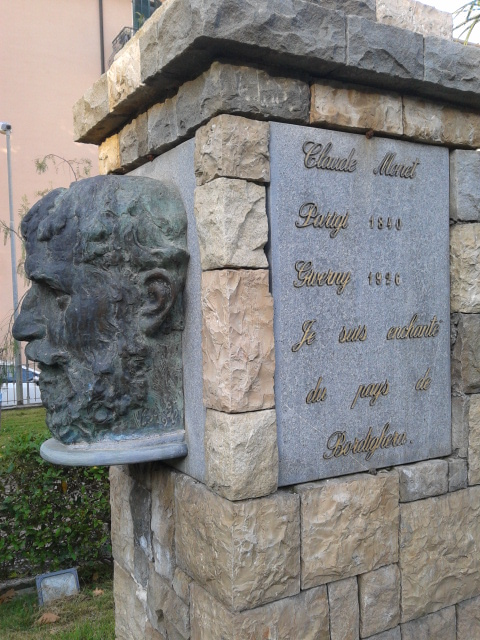
Busto Monet e placca